# 達米安·埃文斯
達米安·埃文斯（英語：Damian Evans，1979年—2023年9月12日）是一名澳大利亞-加拿大考古學家。他利用雷射技術發現了吳哥窟周圍的中世紀城市。
埃文斯曾就讀於雪梨大學，先後獲得文學士（榮譽）學位及博士學位，其論文《把吳哥放在地圖上：從歷史和理論角度對高棉「水力城市」的新考察》（Putting Angkor on the map : a new survey of a Khmer 'hydraulic city' in historical and theoretical context）。

## 外部連結
- 由Google学术搜索索引的達米安·埃文斯出版物